# Nomada guttulata
Nomada guttulata ist eine Biene aus der Familie der Apidae. 

## Merkmale
Die Bienen haben eine Körperlänge von 10 bis 12 Millimetern. Der Kopf und der Thorax sind bei den Weibchen schwarz gefärbt und hat eine rote Zeichnung. Die Tergite sind teilweise gelb gefleckt, basal ist zumindest das erste Tergit und bei manchen Individuen auch die anderen schwarz. Das Labrum ist rot und trägt mittig ein Zähnchen. Das dritte Fühlerglied ist kürzer als das vierte. Das Schildchen (Scutellum) ist rot und hat schwach ausgeprägte Höcker. Die Schienen (Tibien) der Hinterbeine haben am Ende drei schwarze, kurze, nahe beieinander stehende kleine Dornen. Die Männchen sehen den Weibchen ähnlich, haben jedoch manchmal eine gelbe Zeichnung im Gesicht. Ihnen fehlen gut erkennbare Dornen auf den Schienen.

## Vorkommen und Lebensweise
Die Art ist in ganz Europa verbreitet. Die Tiere fliegen von Mitte April bis Anfang Juli. Sie parasitieren Andrena labiata und vielleicht auch Andrena potentillae.

## Belege
Felix Amiet, M. Herrmann, A. Müller, R. Neumeyer: Fauna Helvetica 20: Apidae 5. Centre Suisse de Cartographie de la Faune, 2007, ISBN 978-2-88414-032-4.